# Two and a Half Men (11.ª temporada)
A décima primeira e penúltima temporada da série Two and a Half Men, teve início no dia 26 de setembro de 2013 no canal CBS. Nesta temporada tem Amber Tamblyn, como Jenny, filha de Charlie Harper (Charlie Sheen).
Teve uma grande mudança na sua sequência de abertura já que, pela primeira vez, Angus T. Jones não participou das gravações. Ele não voltaria como parte do elenco regular na nova temporada.

## Sinopse
A décima primeira temporada de Two and Half Men apresenta a filha de Charlie Harper (Charlie Sheen). Interpretada por Amber Tamblyn (House), Jenny chega em Los Angeles em busca de uma carreira como atriz. Ela então decide procurar seu pai biológico, Charlie, o que a leva a bater na porta de Alan e Walden. Embora nunca tenham se conhecido, Jenny e Charlie são muito parecidos. Tendo os mesmos gostos do pai, incluindo a preferência por mulheres, ela passa a fazer parte da família Harper. O contrato da atriz estabelece sua participação em cinco episódios da temporada, podendo se estender. A intenção é torná-la uma personagem recorrente. Esta é a primeira sitcom da atriz que, além de ter passado por House, também estrelou a série Joan of Arcadia.

## Elenco

### Principais
- Ashton Kutcher como Walden Schmidt
- Jon Cryer como Alan Harper
- Amber Tamblyn como Jenny Harper
- Marin Hinkle como Judith Melnick
- Conchata Ferrell como Berta
- Holland Taylor como Evelyn Harper